# Max Kirschner (Mundartdichter)
Max Kirschner (* 29. Juni 1906 in Rottenburg an der Laaber; † 28. März 1992 in Vohburg an der Donau) war ein bayerischer Mundartdichter, Autor und Heimatforscher.

## Leben
Max Kirschner arbeitete 33 Jahre als Hauptlehrer an der Volksschule in Wöhr, heute ein Ortsteil von Münchsmünster. Nach der Auflösung dieser Schule war er bis zu seiner Pensionierung Lehrer in Vohburg.
Sein erster Roman, Josef Filsers Ende. Lezter Briefwexel und bolidisches Desdamend, war eine Weiterführung von Ludwig Thomas literarischer Figur Josef Filser, die Kirschner in seiner Heimat, der Hallertau leben ließ. Allerdings musste er auf Druck der Nationalsozialisten, deren entschiedener Gegner er war, in einem aufgezwungenen Schlusskapitel die Figur des Josef Filsers sich zum Nationalsozialismus bekehren lassen. Zeit seines Lebens verleidete dieser Umstand Kirschner sein Erstlingswerk. Filser schreibt dort in seinem Testament, dass er vielleicht nicht alles richtig gesehen habe, (folglich auch sein Kampf gegen die NSDAP falsch gewesen sein könnte), direkt bestätigt er es aber nicht.
Im Erstlingswerk wettert Kirschner schwer gegen die „Neuheudischen Nazis“, auch gegen „Lutheraner“. Laut Filser musste Deutschland den Ersten Weltkrieg verlieren, da Kaiser Wilhelm Lutheraner (evangelisch) war. Verlegt wurde das Buch beim Verlag Eher Nachfahren, damals Zentralverlag der NSDAP.
Max Kirschner lebte im nahen Vohburg und verfasste zahlreiche Arbeiten über die Geschichte der Stadt und die dortige Burg. Er wurde dafür 1976 mit der Ehrenbürgerwürde der Stadt Vohburg ausgezeichnet. Bereits 1973 war er zum Ehrenbürger des inzwischen eingemeindeten Wöhr ernannt worden.
Kirschners Wirken wurde 1977 mit der Bundesverdienstmedaille und 1987 mit dem Bundesverdienstkreuz am Bande gewürdigt.

## Werke (Auszug)

### Romane
- Josef Filsers Ende. (1939)
- Hallertauer Schmunzelgeschichten (1973)
- Der bajuwarische Pegasus (1974)
- Wie's daheim war (1985)
- Aufseze und Briffe vom Wiggerl (1989)
- Menschliche Viechereien (1990)

### Heimatforschung
- Bilder aus Vohburgs Vergangenheit (1964)
- Zur Geschichte der Stadt Vohburg (1978)
- Vor 900 Jahren wird Vohburg erstmals Stadt genannt (1988)